# نمودار نولان

گونه سنتی نمودار نولان

نمودار نولان یک نمودار طیف سیاسی است که دیوید نولان فعال لیبرترین آمریکایی در سال ۱۹۶۹ با ترسیم دیدگاه‌های سیاسی در دو محور آزادی اقتصادی و آزادی شخصی ایجاد کرد. نمودار نولان با افزودن بُعد آزادی‌خواهی به طیف سنتی، تحلیل دیدگاه‌های سیاسی را گسترده‌تر از تقسیم‌بندی تک بعدی چپ-راست/ترقی‌خواه-محافظه‌کار می‌کند.

## جستار های وابسته
- نقشه فرهنگی جهان از اینگلهارت - ولزل